# Martin Wimmer

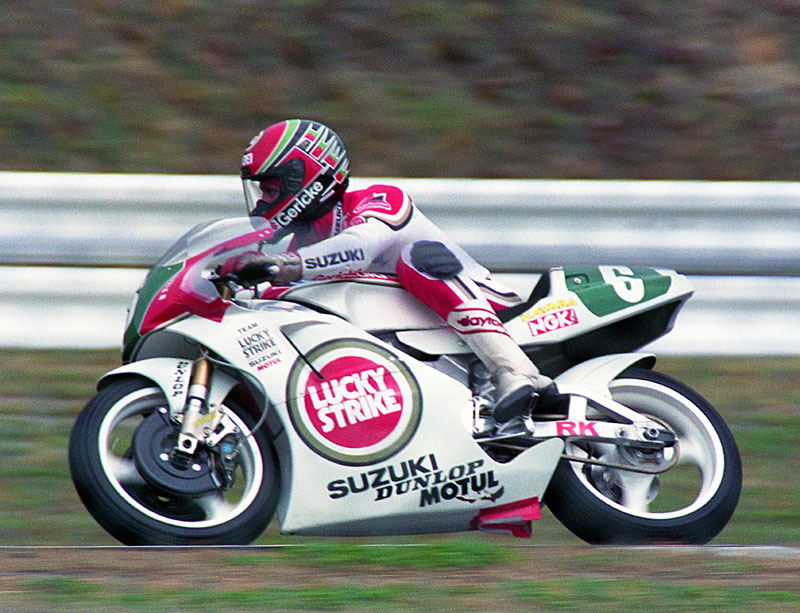
Martin Wimmer på sin Suzuki 250cc under Japans Grand Prix 1991.

Martin Wimmer, född 11 oktober 1957, är en tysk roadracingförare som var aktiv i världsmästerskapen i  205cc-klassen i Grand Prix Roadracing från säsongen 1980 till säsongen 1991. Han deltog även i några race i  350cc-klassen 1981 och 1982. Wimmer vann tre Grand Prix i 250-klassen: Storbritanniens GP 1982, Västtysklands GP 1985 och Spaniens GP 1987. Han tillhörde i princip de tio bästa förarna i 250-klasen hela sin karriär och blev som bäst VM-fyra 1982 och 1985.